# Karjala Cup 2022
28. edycja turnieju Karjala Cup rozgrywana była w dniach 10-13 listopada 2022 roku. Brały w niej udział cztery reprezentacje: Czech, Szwecji, Finlandii i Szwajcarii. Każdy zespół rozegrał po trzy spotkania, łącznie odbyło się sześć meczów. Pięć spotkań rozegrano w hali Gatorade Center w Turku, jeden mecz odbył się w Czeskich Budziejowicach w hali Budvar Aréna. Turniej był pierwszym, zaliczanym do klasyfikacji Euro Hockey Tour w sezonie 2022/2023.

## Wyniki
| 10 listopada 2022 | Szwajcaria | 3:2 pk. | Finlandia | Gatorade Center, Turku |

| Szczegóły      | Szczegóły                                                         | Szczegóły                 | Szczegóły                                    | Szczegóły |
| -------------- | ----------------------------------------------------------------- | ------------------------- | -------------------------------------------- | --- |
| Godzina: 17:30 | S. Andrighetto (EQ) 09:20 R. Karrer (EQ) 50:08 D. Riat (SO) 65:00 | (1:0, 0:1, 1:1, 0:0, 1:0) | 21:08 (PP) J. Innala 43:57 (EQ) J. Karlainen | Widzów: 5082 Sędzia główny: Richard Magnusson Andreas Harnebring Sędziowie liniowi: Hannu Sormunen Onni Hautamäki |
| Godzina: 17:30 | 4 min. kar                                                        |                           | 4 min. kar                                   | Widzów: 5082 Sędzia główny: Richard Magnusson Andreas Harnebring Sędziowie liniowi: Hannu Sormunen Onni Hautamäki |

| 10 listopada 2022 | Czechy | 1:4 | Szwecja | Budvar Aréna, Czeskie Budziejowice |

| Szczegóły      | Szczegóły             | Szczegóły       | Szczegóły                                                                                    | Szczegóły                                                                                                 |
| -------------- | --------------------- | --------------- | -------------------------------------------------------------------------------------------- | --- |
| Godzina: 18:30 | F. Chlapik (EQ) 40:34 | (0:0, 0:2, 1:2) | 26:06 (EQ) A. Petersson 26:46 (EQ) A. Petersson 41:25 (EQ) A. Petersson 48:17 (PP) O. Alsing | Widzów: 6164 Sędzia główny: Micha Hebeisen Lukas Kohlmuller Sędziowie liniowi: Jiří Ondráček Daniel Hynek |
| Godzina: 18:30 | 10 min. kar           |                 | 8 min. kar                                                                                   | Widzów: 6164 Sędzia główny: Micha Hebeisen Lukas Kohlmuller Sędziowie liniowi: Jiří Ondráček Daniel Hynek |

| 12 listopada 2022 | Szwecja | 3:2 pd. | Szwajcaria | Gatorade Center, Turku |

| Szczegóły      | Szczegóły                                                         | Szczegóły            | Szczegóły                                | Szczegóły                                                                                                  |
| -------------- | ----------------------------------------------------------------- | -------------------- | ---------------------------------------- | --- |
| Godzina: 11:30 | A. Petersson (EQ) 06:31 J. Dahlén (EQ) 47:33 J. Dahlén (PP) 61:05 | (1:0, 0:1, 1:1, 1:0) | 34:34 (PP) D. Riat 53:35 (EQ) P. Geering | Widzów: 993 Sędzia główny: Anssi Salonen Kristian Vikman Sędziowie liniowi: Tommi Niittylä Nico Grundström |
| Godzina: 11:30 | 4 min. kar                                                        |                      | 6 min. kar                               | Widzów: 993 Sędzia główny: Anssi Salonen Kristian Vikman Sędziowie liniowi: Tommi Niittylä Nico Grundström |

| 12 listopada 2022 | Finlandia | 2:5 | Czechy | Gatorade Center, Turku |

| Szczegóły      | Szczegóły                                       | Szczegóły       | Szczegóły                                                                                             | Szczegóły |
| -------------- | ----------------------------------------------- | --------------- | --- | --- |
| Godzina: 15:30 | J. Turkulainen (PP) 10:59 J. Antonen (PP) 51:27 | (1:1, 0:2, 1:2) | 07:41 (EQ) J. Smejkal 27:21 (PP) R. Lenc 35:00 (EQ) T. Dvořák 47:37 (EQ) M. Špaček 51:48 (EQ) R. Lenc | Widzów: 8168 Sędzia główny: Richard Magnusson Andreas Harnebring Sędziowie liniowi: Jussi Thomann Lauri Nikulainen |
| Godzina: 15:30 | 4 min. kar                                      |                 | 10 min. kar                                                                                           | Widzów: 8168 Sędzia główny: Richard Magnusson Andreas Harnebring Sędziowie liniowi: Jussi Thomann Lauri Nikulainen |

| 13 listopada 2022 | Czechy | 2:3 pd. | Szwajcaria | Gatorade Center, Turku |

| Szczegóły      | Szczegóły                                  | Szczegóły                 | Szczegóły                                                     | Szczegóły                                                                                              |
| -------------- | ------------------------------------------ | ------------------------- | ------------------------------------------------------------- | --- |
| Godzina: 11:30 | J. Smejkal (EQ) 09:56 M. Špaček (PP) 13:00 | (2:1, 0:1, 0:0, 0:0, 0:1) | 10:38 (EQ) A. Ambühl 37:31 (EQ) N. Rod 60:20 (EQ) S. Senteler | Widzów: 892 Sędzia główny: Mikko Kaukokari Lassi Heikkinen Sędziowie liniowi: Luka Mäkinen Niko Nurmio |
| Godzina: 11:30 | 8 min. kar                                 |                           | 10 min. kar                                                   | Widzów: 892 Sędzia główny: Mikko Kaukokari Lassi Heikkinen Sędziowie liniowi: Luka Mäkinen Niko Nurmio |

| 13 listopada 2022 | Finlandia | 4:1 | Szwecja | Gatorade Center, Turku |

| Szczegóły      | Szczegóły                                                                                      | Szczegóły       | Szczegóły             | Szczegóły                                                                                        |
| -------------- | ---------------------------------------------------------------------------------------------- | --------------- | --------------------- | ------------------------------------------------------------------------------------------------ |
| Godzina: 15:30 | H. Björninen (PP) 11:14 A. Suomela (EQ) 43:25 M. Anttila (EQ/EA) 58:12 E. Liukas (EQ/EA) 59:21 | (1:0, 0:1, 3:0) | 22:11 (EQ) M. Friberg | Widzów: 8512 Sędzia główny: Jakub Šindel Daniel Pražák Sędziowie liniowi: Jusi Niko Joni Pekkala |
| Godzina: 15:30 | 4 min. kar                                                                                     |                 | 4 min. kar            | Widzów: 8512 Sędzia główny: Jakub Šindel Daniel Pražák Sędziowie liniowi: Jusi Niko Joni Pekkala |

## Klasyfikacja
| Poz. | Zespół     | M | Pkt | Z | WpD | PpD | P | G+ | G- | +/- |
| ---- | ---------- | - | --- | - | --- | --- | - | -- | -- | --- |
| 1    | Szwecja    | 3 | 5   | 1 | 1   | 0   | 1 | 8  | 7  | +1  |
| 2    | Szwajcaria | 3 | 5   | 0 | 2   | 1   | 0 | 8  | 7  | +1  |
| 3    | Czechy     | 3 | 4   | 1 | 0   | 1   | 1 | 8  | 9  | -1  |
| 4    | Finlandia  | 3 | 4   | 1 | 0   | 1   | 1 | 7  | 10 | -3  |